# Formarinsee
El Formarinesee es un lago de los Alpes austríacos. Está situado en el Bundesland de Vorarlberg y debe su nombre al cercano Formarinbach, uno de los dos ríos que constituyen las fuentes del Río Lech

## Galería

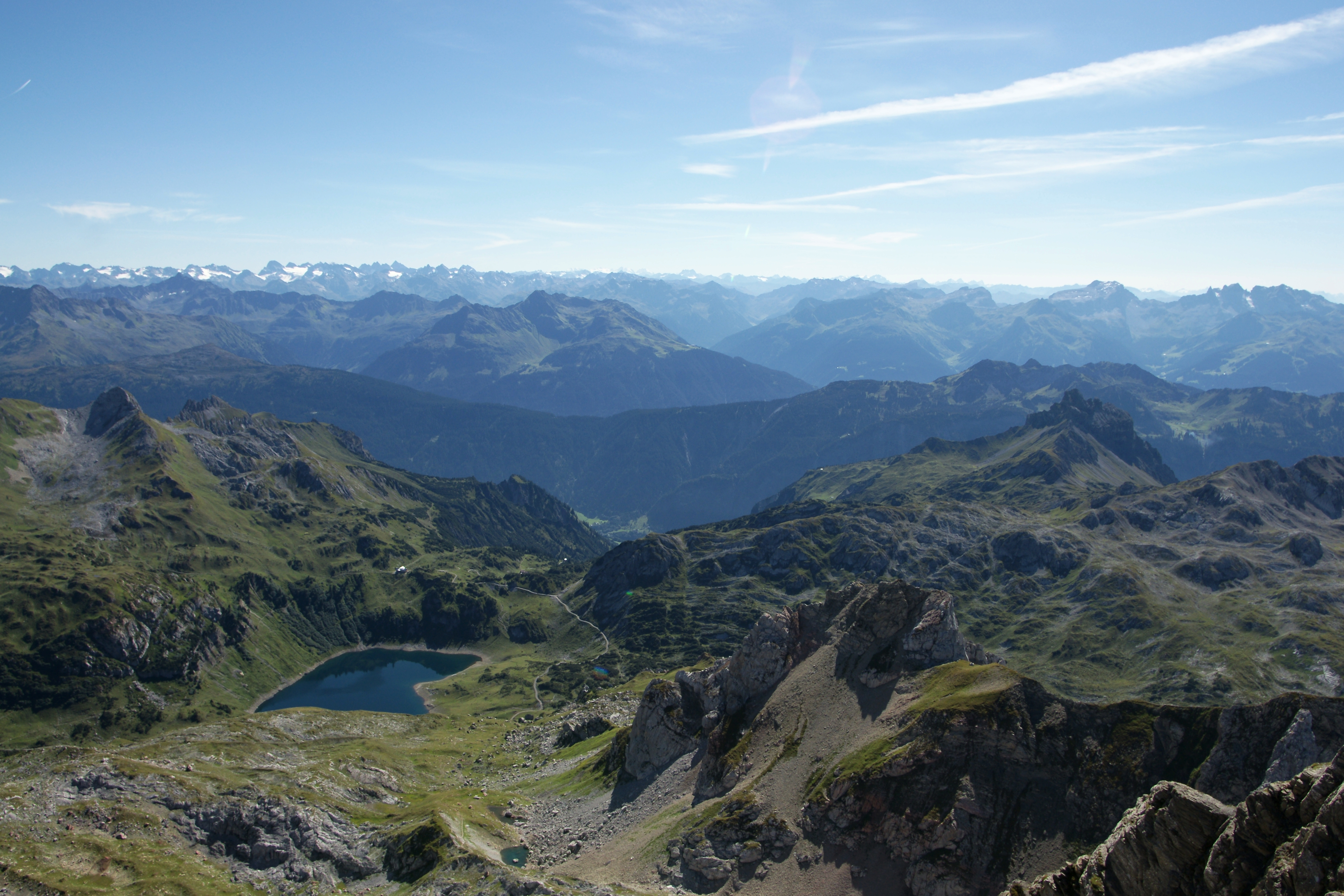
El El Formarinsee fotografiado desde Roten Wand (Pared Roja)
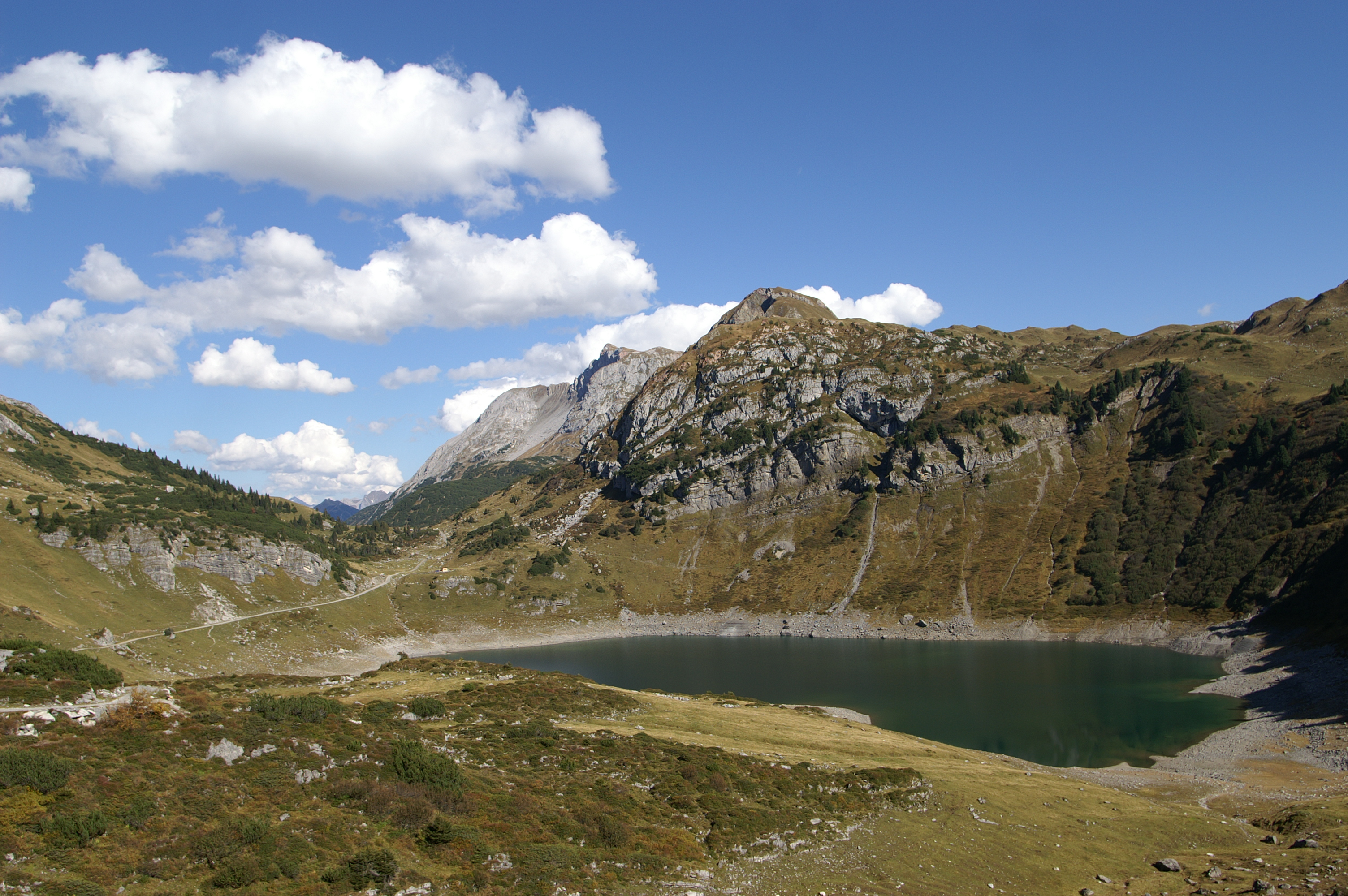
El Formarinsee con la montaña que hay a 1,5 km al Este del lago